# Dansen med Regitze
Dansen med Regitze é um filme de drama dinamarquês de 1989 dirigido e escrito por Kaspar Rostrup. Foi indicado ao Oscar de melhor filme estrangeiro na edição de 1990, representando a Dinamarca.

## Elenco
| Ator                  | Papel              |
| --------------------- | ------------------ |
| Frits Helmuth         | Karl Aage          |
| Mikael Helmuth        | Karl Aage (jovem)  |
| Ghita Nørby           | Regitze            |
| Rikke Bendsen         | Regitze (jovem)    |
| Henning Moritzen      | Borge              |
| Michael Moritzen      | Borge (jovem)      |
| Anne Werner Thomsen   | Isle               |
| Dorthe Simone Lang    | Ilse (jovem)       |
| Henning Ditlev        | Rikard             |
| Kim Rømer             | Rikard (jovem)     |
| Birgit Sadolin        | Annie              |
| Nanna Møller          | Annie (jovem)      |
| Hans Henrik Clemensen | John (40 anos)     |
| Peter Zhelder         | John (19 anos)     |
| Sylvester Zimsen      | John (11–13 anos)  |
| Kirsten Rolffes       | mãe de Regitze     |
| Birgit Zinn           | Gloria             |
| Torben Jensen         | marido de Gloria   |
| Poul Clemmensen       | Jonas              |
| Tove Maës             | Vera               |
| Lise Kamp Dahlerup    | Vibeke             |
| Sune Kølster          | Brian              |
| Jane Eggertsen        | Susan              |
| Asger Bonfils         | Físico             |
| Else Petersen         | Vizinho            |
| Bolette Schrøder      | Garota engraçada   |
| Anne Fletting         | Garota inteligente |